# Tiago Valente
Tiago Carlos Morais Valente (ur. 24 kwietnia 1985 w Macedo de Cavaleiros) – portugalski piłkarz występujący na pozycji obrońcy w AR São Martinho. Wychowanek FC Paços de Ferreira, w swojej karierze reprezentował także barwy Gondomar SC, CD Aves oraz Lechii Gdańsk. Ma za sobą grę w reprezentacji Portugalii do lat 20.